# San Antonio Spurs 1978-1979
La stagione 1978-79 dei San Antonio Spurs fu la 3ª nella NBA per la franchigia.
I San Antonio Spurs vinsero la Central Division della Eastern Conference con un record di 48-34. Nei play-off vinsero la semifinale di conference per 4-3 con i Philadelphia 76ers, perdendo poi nella finale di conference per 4-3 con i Washington Bullets.

## Classifica
| Squadra             | V  | P  | %    | GB |
| ------------------- | -- | -- | ---- | -- |
| San Antonio Spurs   | 48 | 34 | 58,5 | -  |
| Houston Rockets     | 47 | 35 | 57,3 | 1  |
| Atlanta Hawks       | 46 | 36 | 56,1 | 2  |
| Detroit Pistons     | 30 | 52 | 36,6 | 18 |
| Cleveland Cavaliers | 30 | 52 | 36,6 | 18 |
| New Orleans Jazz    | 26 | 56 | 31,7 | 22 |

## Roster
| N° | Naz.                   | Ruolo | Sportivo        | Anno | Alt. | Peso |
| -- | ---------------------- | ----- | --------------- | ---- | ---- | ---- |
| 5  | Stati Uniti (bandiera) | AC    | Billy Paultz    | 1948 | 211  | 107  |
| 10 | Stati Uniti (bandiera) | G     | Louie Dampier   | 1944 | 183  | 75   |
| 12 | Stati Uniti (bandiera) | G     | Mike Gale       | 1950 | 193  | 84   |
| 13 | Stati Uniti (bandiera) | G     | James Silas     | 1949 | 183  | 82   |
| 23 | Stati Uniti (bandiera) | AC    | Mike Green      | 1951 | 208  | 91   |
| 30 | Stati Uniti (bandiera) | GA    | Allan Bristow   | 1951 | 201  | 95   |
| 34 | Stati Uniti (bandiera) | A     | Glenn Mosley    | 1955 | 203  | 88   |
| 35 | Stati Uniti (bandiera) | A     | Larry Kenon     | 1952 | 206  | 93   |
| 44 | Stati Uniti (bandiera) | GA    | George Gervin   | 1952 | 201  | 82   |
| 45 | Stati Uniti (bandiera) | GA    | Frankie Sanders | 1957 | 198  | 91   |
| 53 | Stati Uniti (bandiera) | A     | Mark Olberding  | 1956 | 203  | 102  |

## Staff tecnico
- Allenatore: Doug Moe
- Vice-allenatori: Bob Bass, George Karl